# Claudia Villegas
Claudia Villegas Junis (Cochabamba, Bolivia; 1988) es una periodista, modelo y presentadora de televisión boliviana.
Claudia Villegas nació en la ciudad de Cochabamba. Realizó sus estudios primarios y secundarios en su ciudad natal. Incursionó en la televisión boliviana en el año 2006, ingresando a trabajar en la Red ATB. Permaneció en este canal por cuatro años hasta 2010. A la vez se desempeñó también como modelo (Chica Premier) de la empresa cochabambina de cerveza TAQUIÑA. 
En 2010, se trasladó a vivir a la ciudad de Santa Cruz de la Sierra. donde trabajó como periodista y corresponsal de los canales TV Azteca, Caracol Televisión y Televisa.
Claudia Villegas trabajó también por un tiempo (2016 y 2017) como presentadora de noticias en "Megavisión" (un canal regional del Departamento de Santa Cruz).
El 29 de abril de 2019, Claudia Villegas retornó nuevamente a su casa televisiva de la Red ATB Cochabamba, después de estar ausente 9 años. Después de permanecer trabajando por 4 años, Claudia Villegas se retiró de la Red ATB el 13 de julio de 2023.